# Belmiro Braga
Belmiro Braga est une municipalité brésilienne de l'État du Minas Gerais dans la microrégion de Juiz de Fora.